# Roberto Dávila Díaz
Roberto Dávila Díaz (n. 3 de noviembre de 1928 - 27 de enero de 2000) fue un abogado y juez chileno. Fue ministro de la Corte Suprema de Chile y presidente del mismo tribunal entre 1998 y 1999.

## Biografía
Fue hijo de Roberto Dávila Budge y María Rosa Gabriela Díaz Herrera.
Estudió en la Pontificia Universidad Católica de Chile y se tituló en 1954.
Fue fiscal militar en Valdivia y en Valparaíso durante tres años.
En 1959 fue designado secretario de la Auditoría de la Comandancia en Jefe del Ejército.
Ejerció como relator interino de la Corte de Apelaciones de Santiago en 1967 y en 1969 fue dejó el cargo para ser el relator titular. 
Fue relator titular de la Corte Suprema desde 1976.
En 1986 fue designado Ministro de la Corte Suprema de Chile.
En 1995 fue presidente de la Sala Penal de la Corte.
Integró el Tribunal Calificador de Elecciones en 1997 y en diciembre de ese mismo año se convirtió en su presidente. 
El 5 de enero de 1998 fue elegido Presidente de la Corte Suprema.
Falleció el jueves 27 de enero de 2000 a sus 71 años de edad.